# Astrid Kumbernuss
Astrid Kumbernuss (Grevesmühlen, 5 de fevereiro de 1970) é uma ex-atleta alemã, campeã olímpica e tricampeã mundial do arremesso de peso.
Recordista mundial juvenil nos anos 1980 e imbatível durante 51 competições entre 1995 e 1996, Astrid foi tricampeã mundial em 1995, 1997 e 1999, com seu grande momento acontecendo nos Jogos Olímpicos de Atlanta, quando conquistou a medalha de ouro com um arremesso de 20,56 m. Em Sydney 2000, quatro anos depois, ganhou a medalha de bronze da prova.